# Evere
Evere (franciául és hollandul egyaránt) egyike a belga fővárost, Brüsszelt alkotó 19 alapfokú közigazgatási egységnek, községnek. 2006-ban teljes lakossága 33462 fő volt, területe 5,02 km², népsűrűsége 6668 fő/km².

## Földrajzi elhelyezkedése
Evere a Brüsszel fővárosi régió délkeleti részén található, északról Haren (Brüsszel), délen Woluwe-Saint-Lambert, nyugatról Schaerbeek kerületekkel, míg keleten Sint-Stevens-Woluwe településsel határos, amely Zaventem része. A kerületben található a brüsszeli városi temető egy része (másik része átnyúlik Zaventembe).

## Története
A kerület nevének eredete vitatott: az egyik értelmezés szerint a kelta abronas (víz) szóból alakult ki, amelyből az idők során ebere, majd evere alakult ki. Everna formában egy 12. századi oklevél említi. Más vélemények szerint az evere latin eredetű, jelentése "vízi út" (Havere: trajectum aquæ vagy havre), amely az egyik fontos római közlekedési útvonalra utal. A római korban a légiók, a kereskedők, az utazók egyik fontos állomása volt itt a Senne folyó mentén. Fontosságát később is megőrizte, erre utalnak a legrégebbi épületmaradványok, a Szt. Vince templom 11. századi tornyai. Később a Soignies-i egyháézközségnek voltak itt birtokai. Kb. 670-ben kerültek ide Szt. Vince (Madelgarius) maradványai.
Az everei földesúr a brabanti grófok, majd hercegek hűbérese volt. Evere első urának neve Henrik volt, majd a Clutinc, De Woude, De Glymes, Culembourg és Bailleul családok birtokolták (utóbbiak 1546-ban). Ezt követően a de Hornes család birtokába került, akik 1761-ig megőrizték. A család címere, és egy Szt. Vince alak, alkotja ma is a kerület címerét.
A kerület lakosságának nagy részét a földművesek adták, akik a környékre jellemző vizes, mocsaras földterületek megművelésére specializálódtak (főleg endíviát termeltek). Az endíviakereskedelmet is egy helyi termelő, Joseph (Jef) Lekeu atya indította be 1867-ben. A kerületben még létezik az endíviatermelők egyesülete, a Les Compagnons du Witloof.
Az első világháborús megszállás során a német főparancsnokság elhatározta, hogy a haren-evere síkságon létrehoznak egy repülőteret és hangárt a Zeppelin léghajók kiszolgálására. A léghajókkal később innen indították az első bombázást London ellen. Egy berlini vállalkozás építette fel a 180 méter hosszú és 22 méter magas és 34 méter széles hangárokat, amelyeket később az angolok sikeresen leromboltak.
Evere később is megőrizte kötődését a légi közlekedéshez, itt építették ki Brüsszel első nemzetközi repterét, és itt alakult meg 1920-ban a SABCA vállalat, amelyből 1923-ban kialakult a belga nemzeti légitársaság, a SABENA. A polgári repülés mellett a belga légierő 3. repülőezredének is itt volt a támaszpontja.
A második világháború során a németek ismét elfoglalták az evere-i repülőteret és a Luftwaffe egészen Sint-Stevens-Woluwe-ig kiterjesztette a támaszpontot, illetve elkezdték egy új repülőtér építését Melsbroek-ban, amiből később a Brüsszel Zaventem repülőtér lett. A háború első részében az Angliát támadó bombázórepülőgépek állomásoztak itt, illetve egy század olasz vadászrepülő, amely a bombázók kíséretét adta. 1944-ben a repülőteret a RAF foglalta el.
A második világháború után a SABENA elhagyta a repülőteret, de az továbbra is megőrizte katonai jellegét: a belga légierő parancsnoksága, illetve a belga hadsereg vezérkara települt ide.
1954-ig a Flamand-Brabant tartomány része volt, akkor csatolták a brüsszeli régióhoz.
Evere területén helyezkedik el 1967 októbere óta a NATO központja (illetve egy része ennek is átnyúlik Haren-be, ami Brüsszel város része). A NATO központ mögött található a belga hadsereg főparancsnokságának épülete is.

## Látnivalók
2006-ban egy régi szélmalom épületében nyílt meg a brüsszeli élelmezési és malommúzeum (Musée bruxellois du Moulin et de l’Alimentation). A kerületben áll a Szent Vince-templom (Sint Vincentiuskerk), érdekessége a 11. századi román stílusú tornyok.
Evere területén található az Evere vasútállomás, amely Halle várost Vilvoorde-val összekötő vonalon fekszik.
Charles Lindbergh, miután Spirit of St. Louis nevű repülőgépével elsőként átrepülte az Atlanti-óceánt 1927-ben, az evere-i repülőtérre is ellátogatott, ahol 25 000 fős tömeg várta.

## ATuinbouw

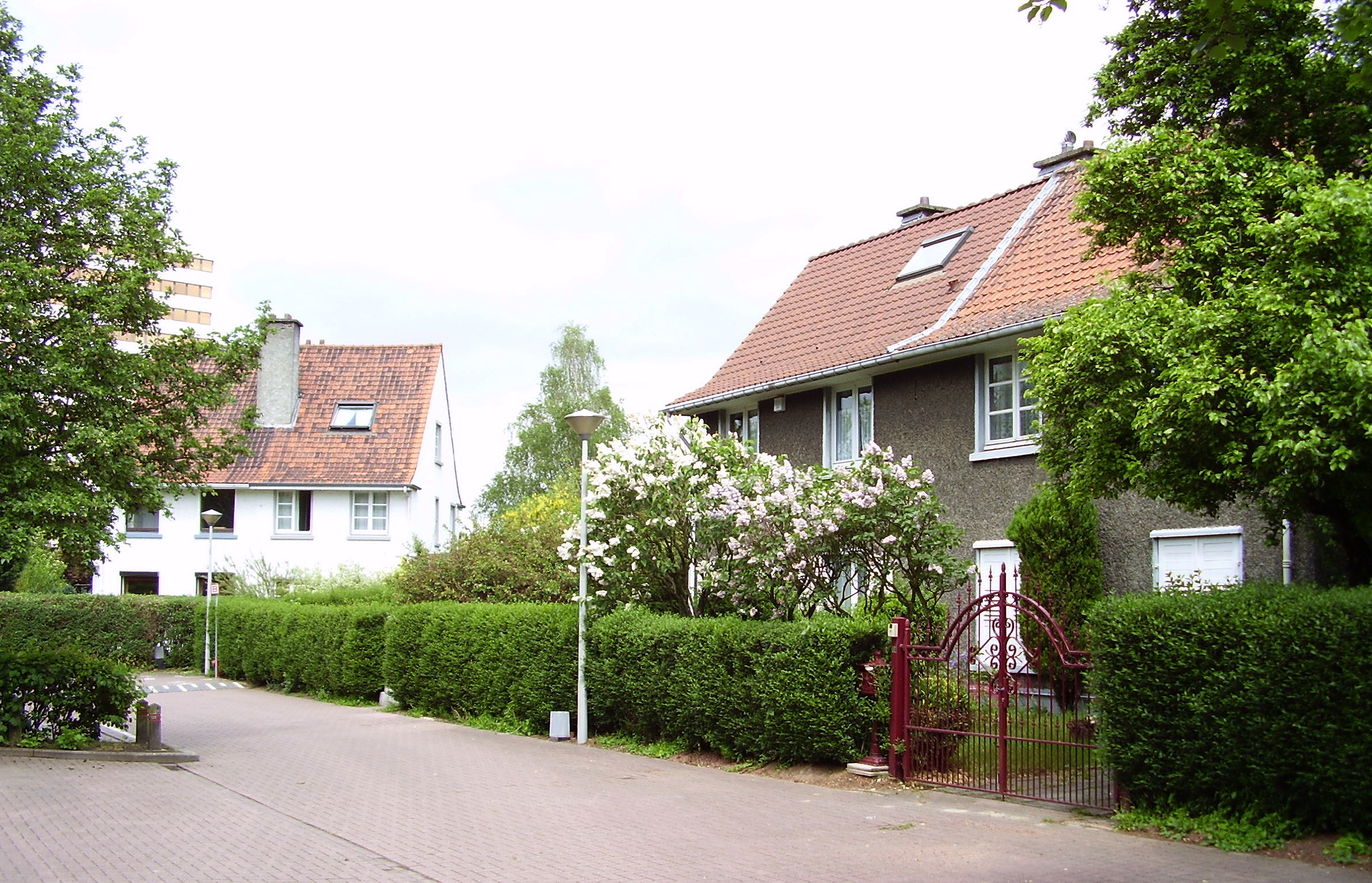
Le Tuinbouw

A Tuinbouw kertváros építését 1922-ben kezdték el Jean-Jules Eggericx tervei alapján, aki a kerület addig be nem épített részeire ikerházakat tervezett tágas utcákkal és kertekkel. A név is erre utal ("gondozott kert"). A házakat az utcától távolabb helyezte el, mindegyiket körbeveszi saját kertje.
Manapság a Tuinbouw jól elrejtőzik a köré épített lakónegyedben, a magasra nőtt fák mögött.

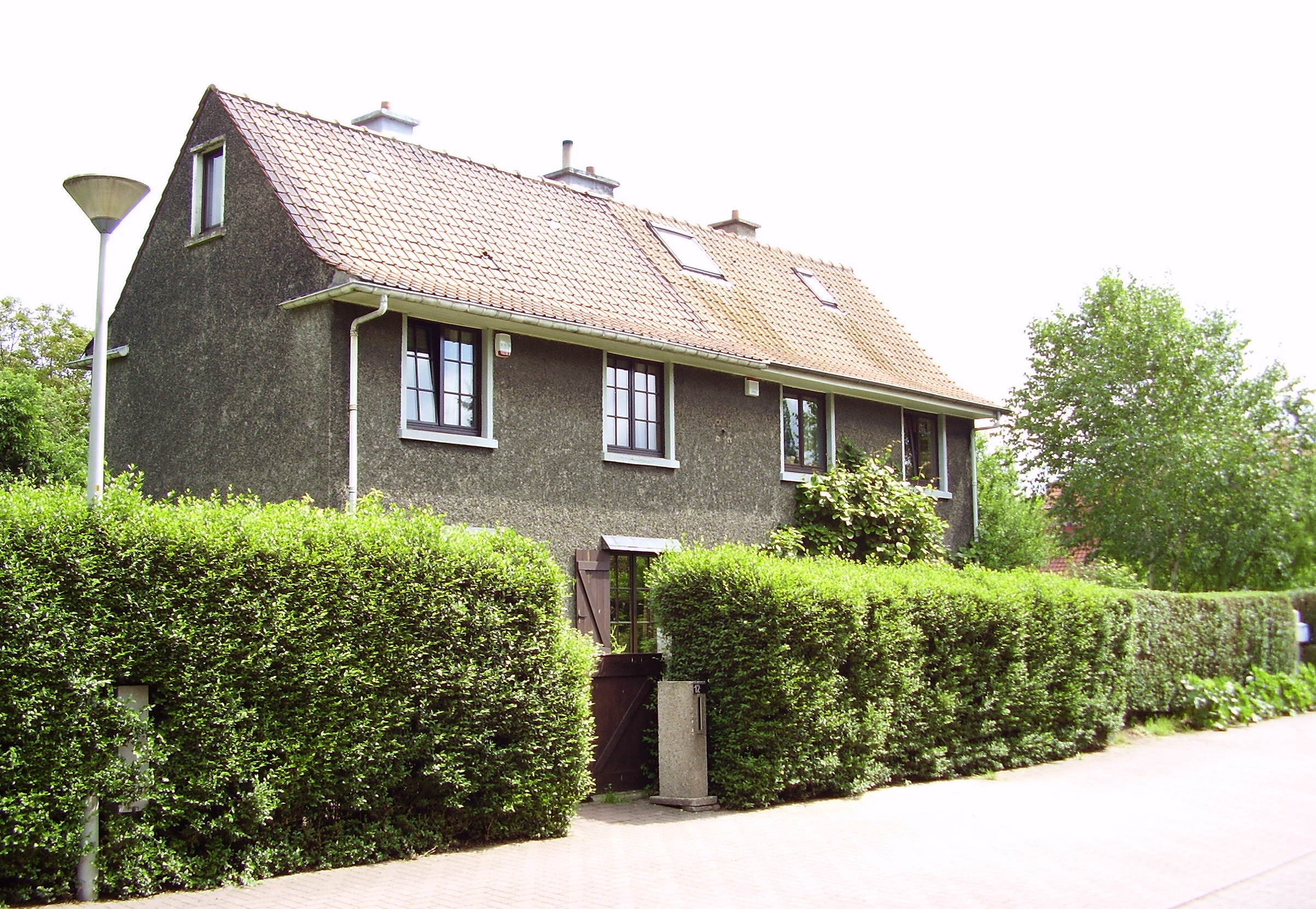
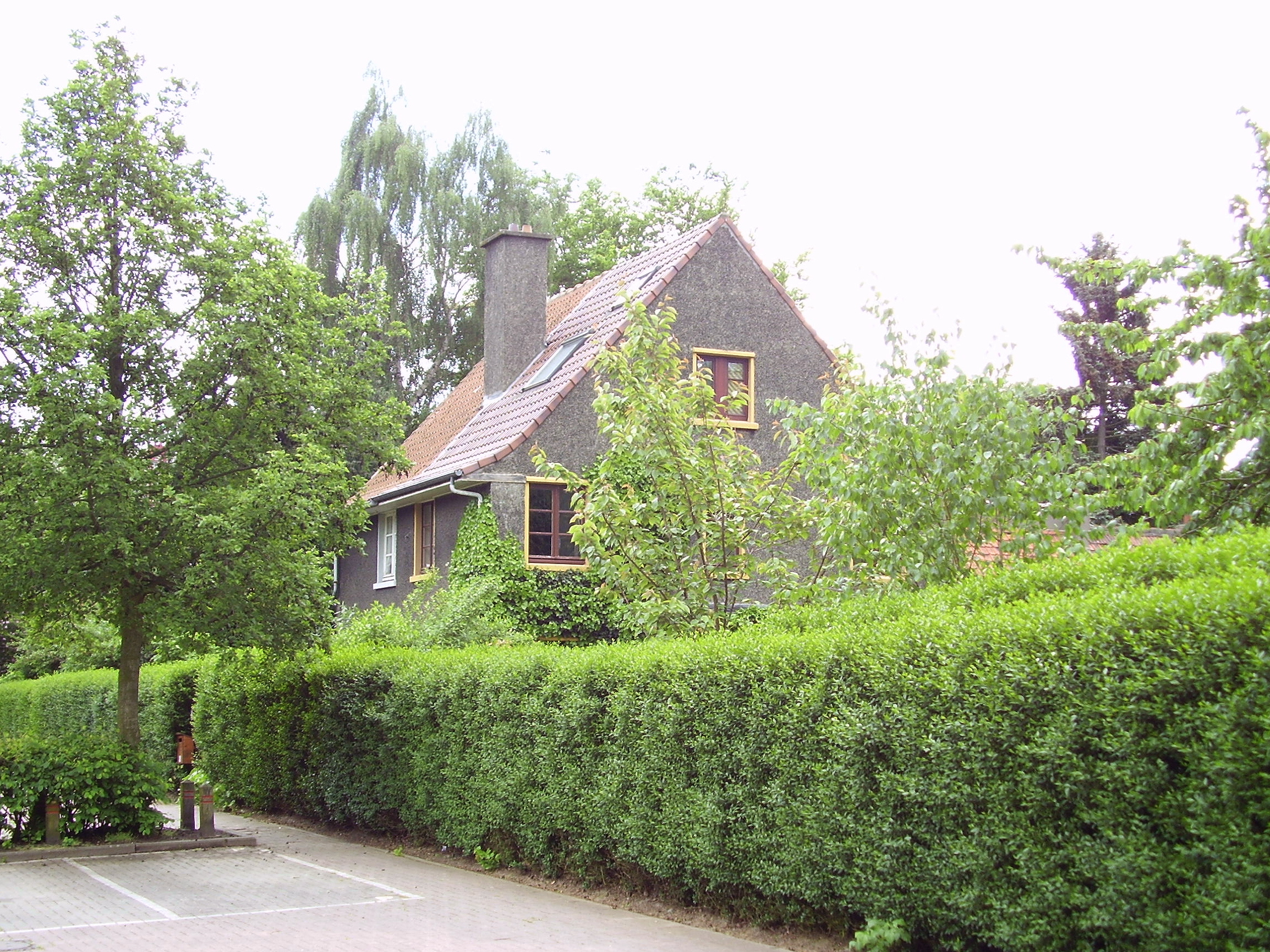
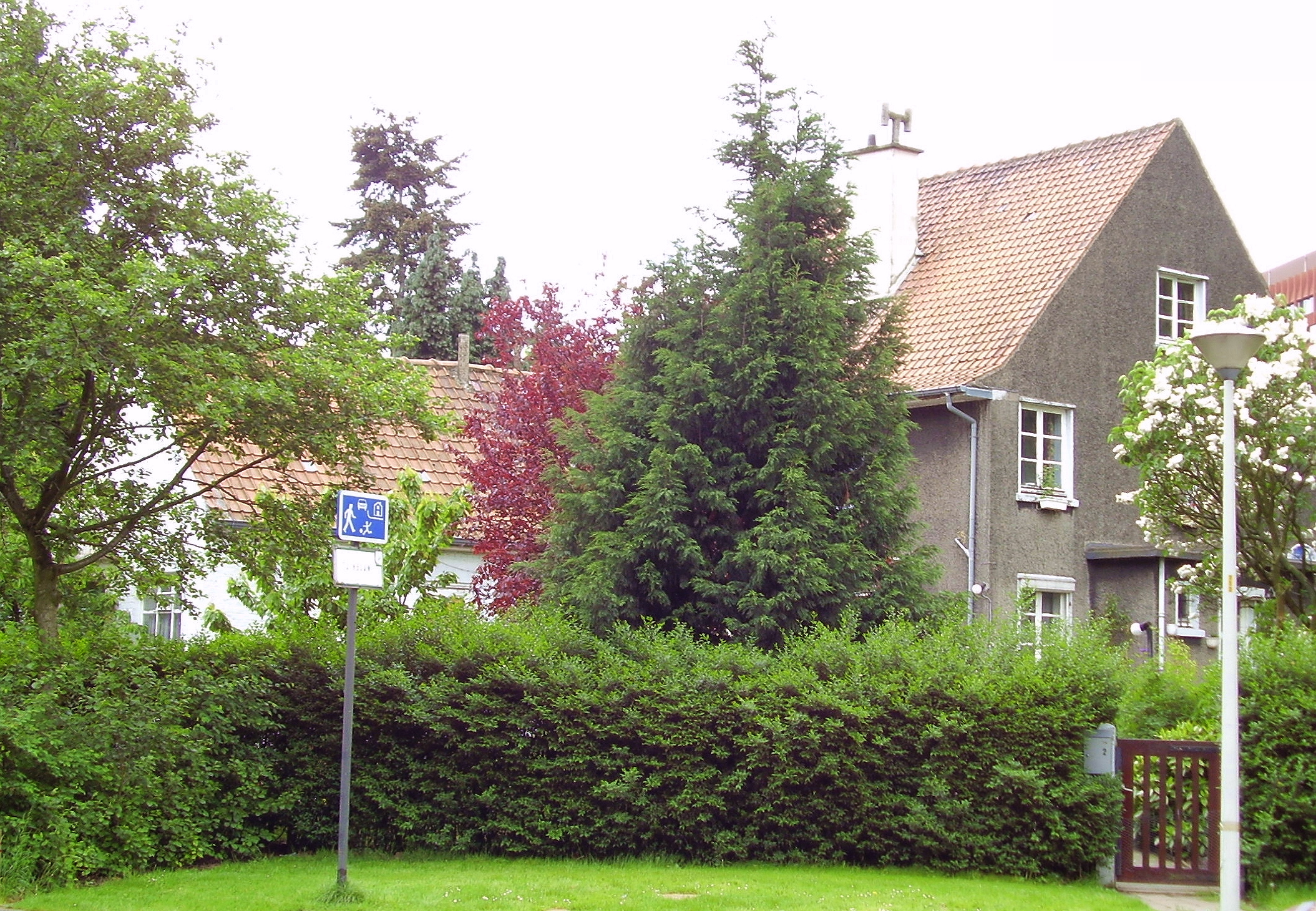
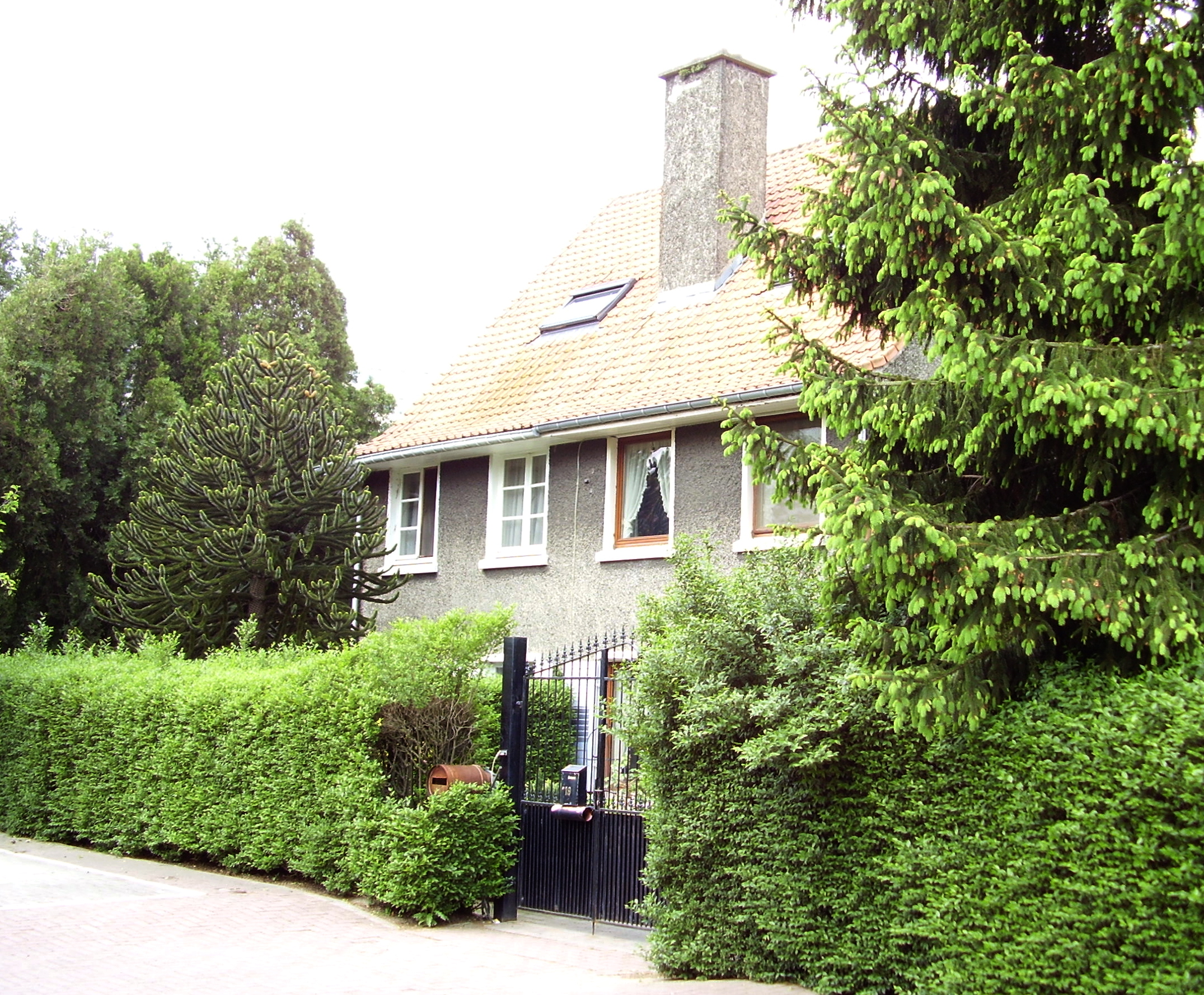

### Moeraske természetvédelmi terület
A Moeraske, petit marais vagyis "kis mocsár" természetvédelmi terület kb. 2,5 hektáros területet foglal el a kerületben. A Senne folyó völgyének jellegzetes növény és állatvilágát őrizte meg az urbanizáció közepén. A területet 1984-ben nyilvánították védetté. A védett terület mellett Vallée du Kerkebeek és Parc Walckiers parkokkal együtt kb. 12 hektár zöldterület található itt. A terület tulajdonosai a belga vasúttársaság (SNCB), Evere kerület és a brüsszeli régió

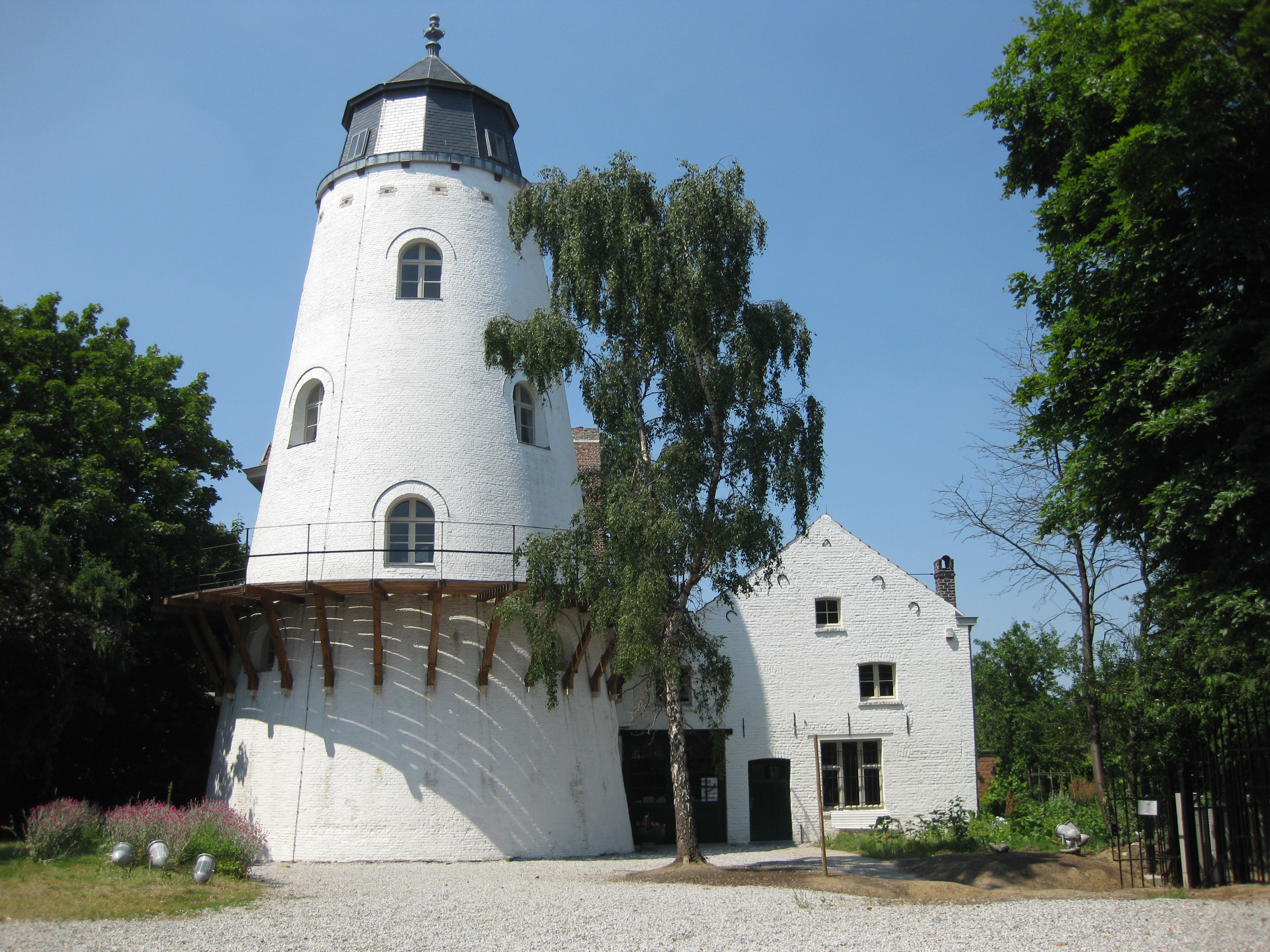
A malommúzeum épületei
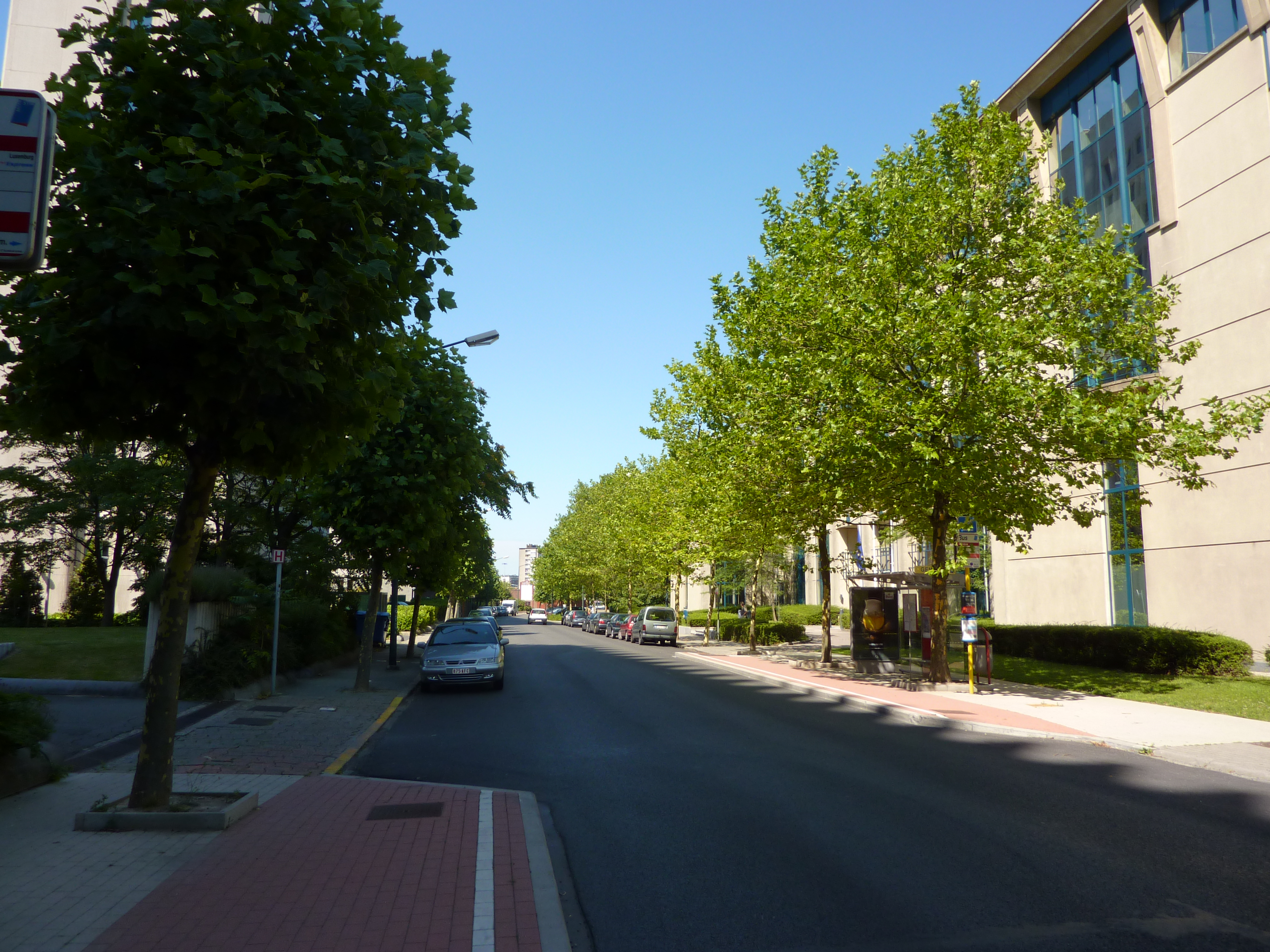
Rue de Genève
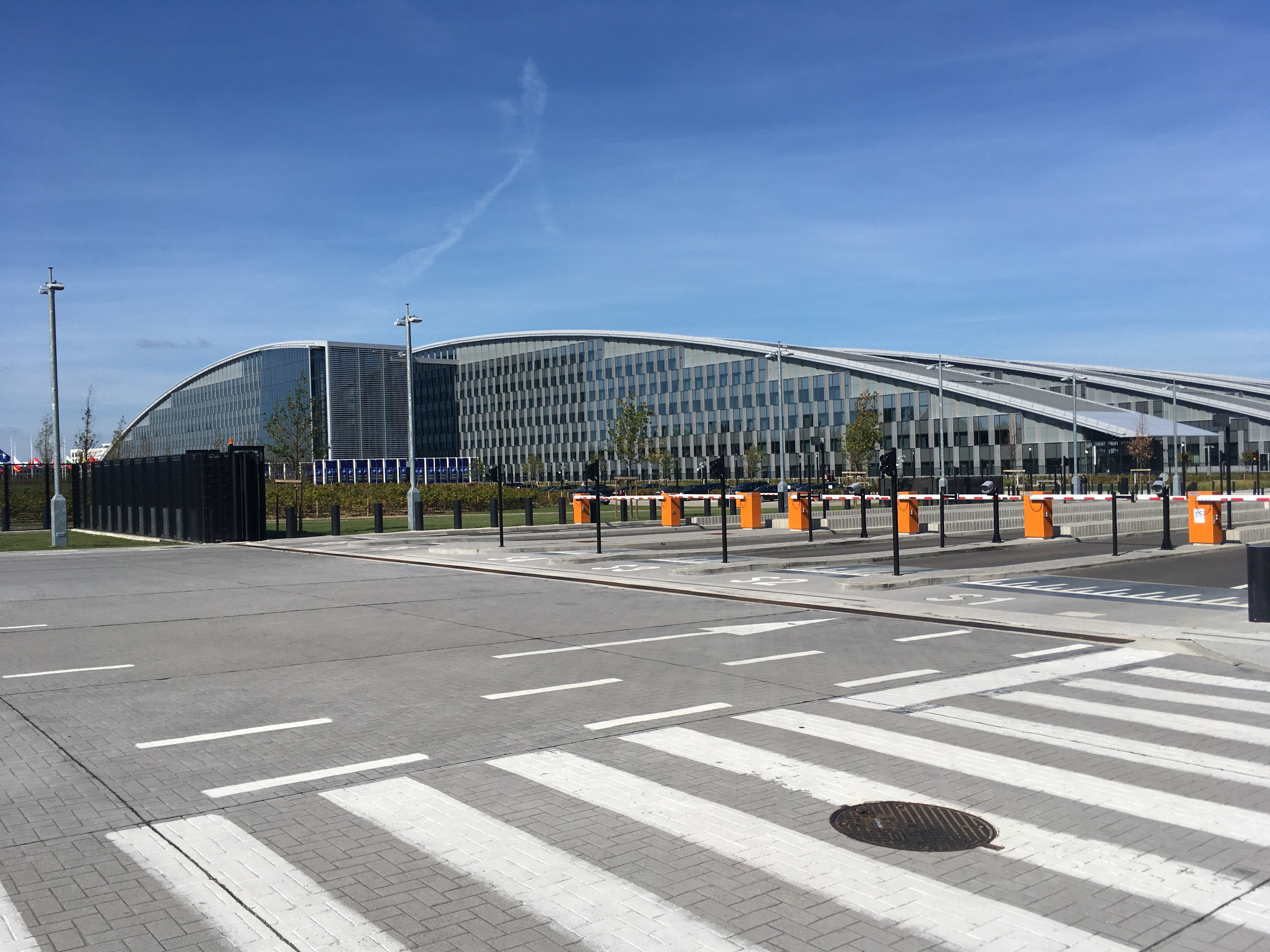
A NATO központi irodájának a bejárata
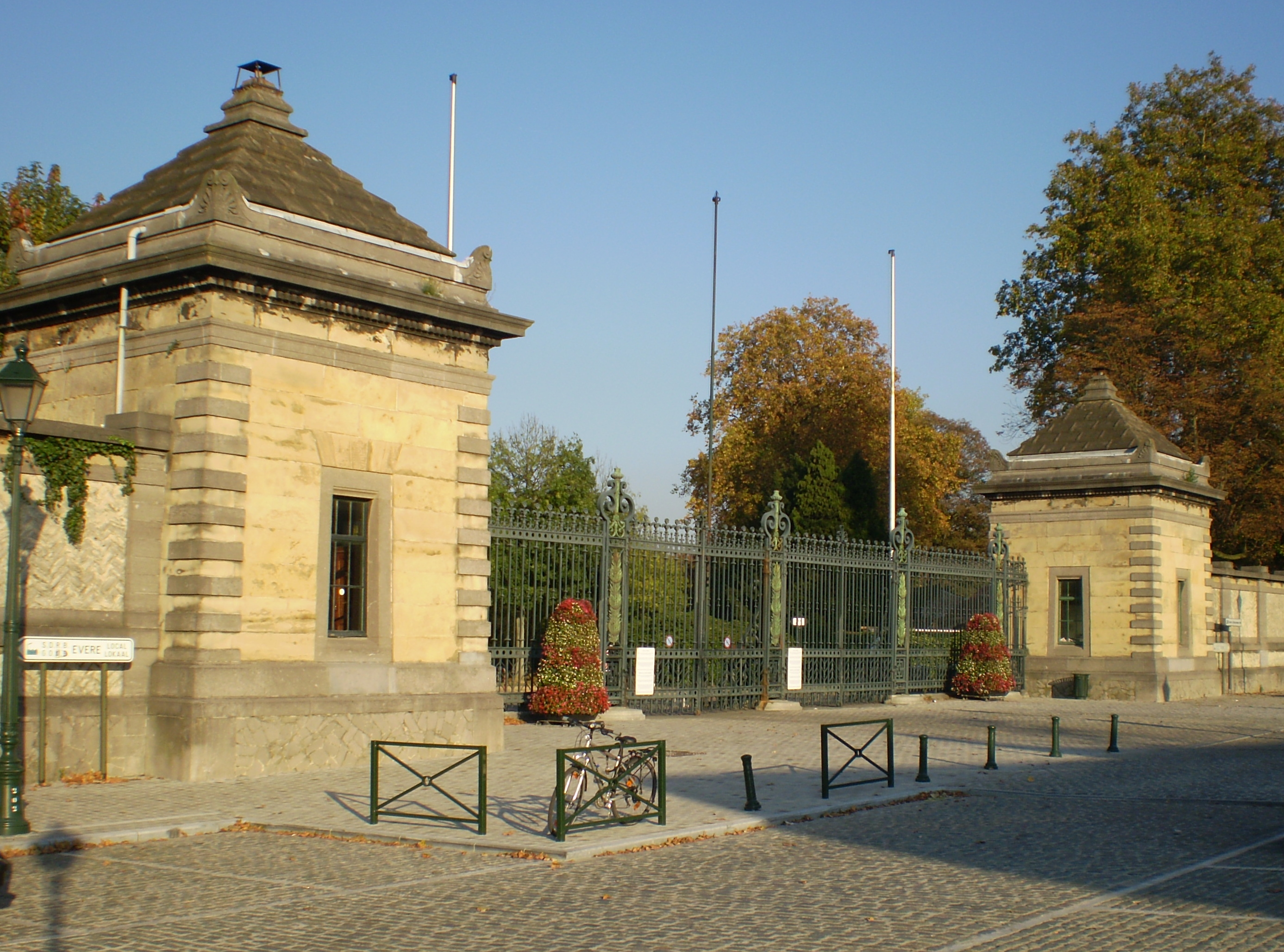
A régi brüsszeli temető bejárata
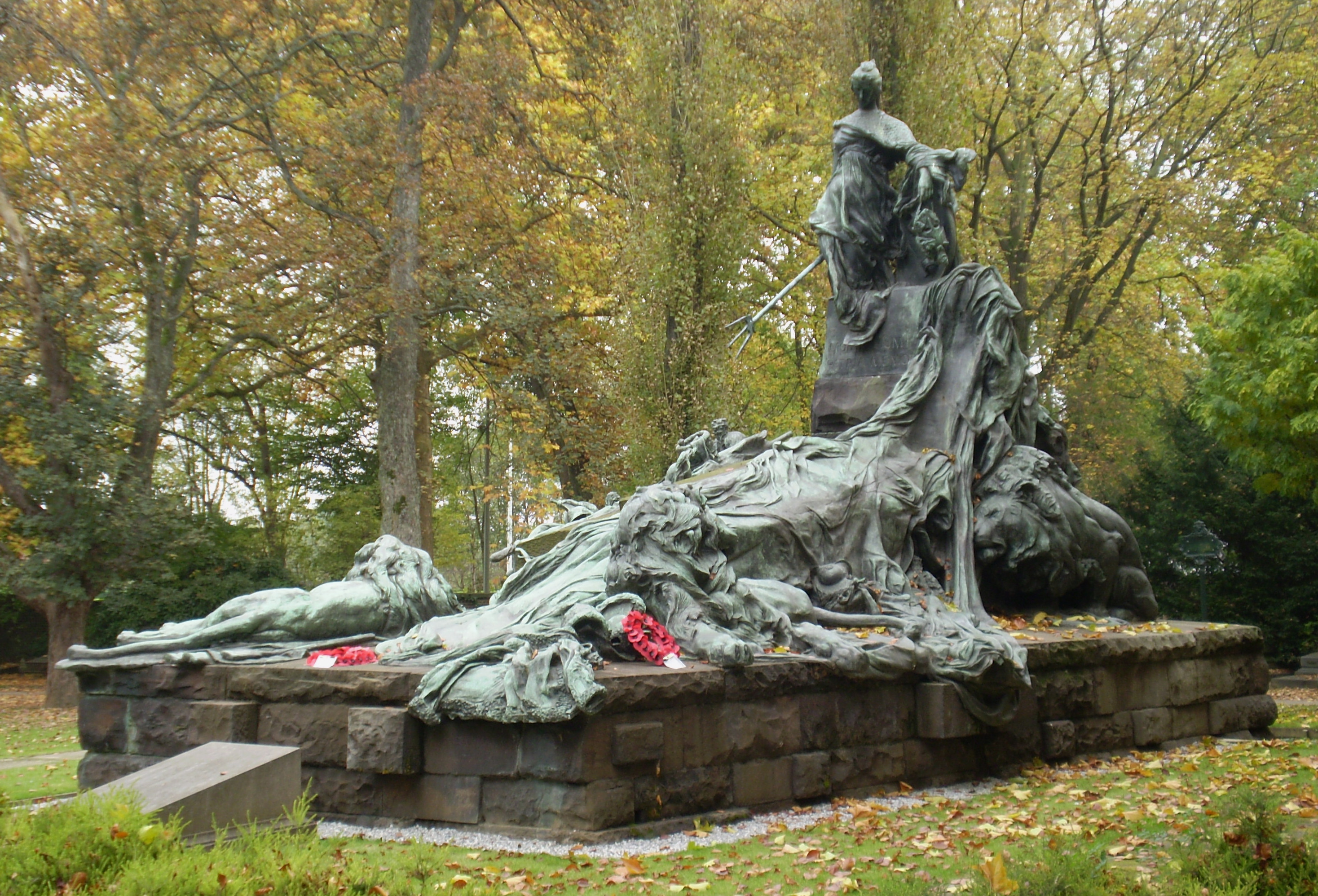
A brüsszel-evere-i temetőben található a waterlooi csatában elesett angol tisztek, altisztek és katonák emlékműve
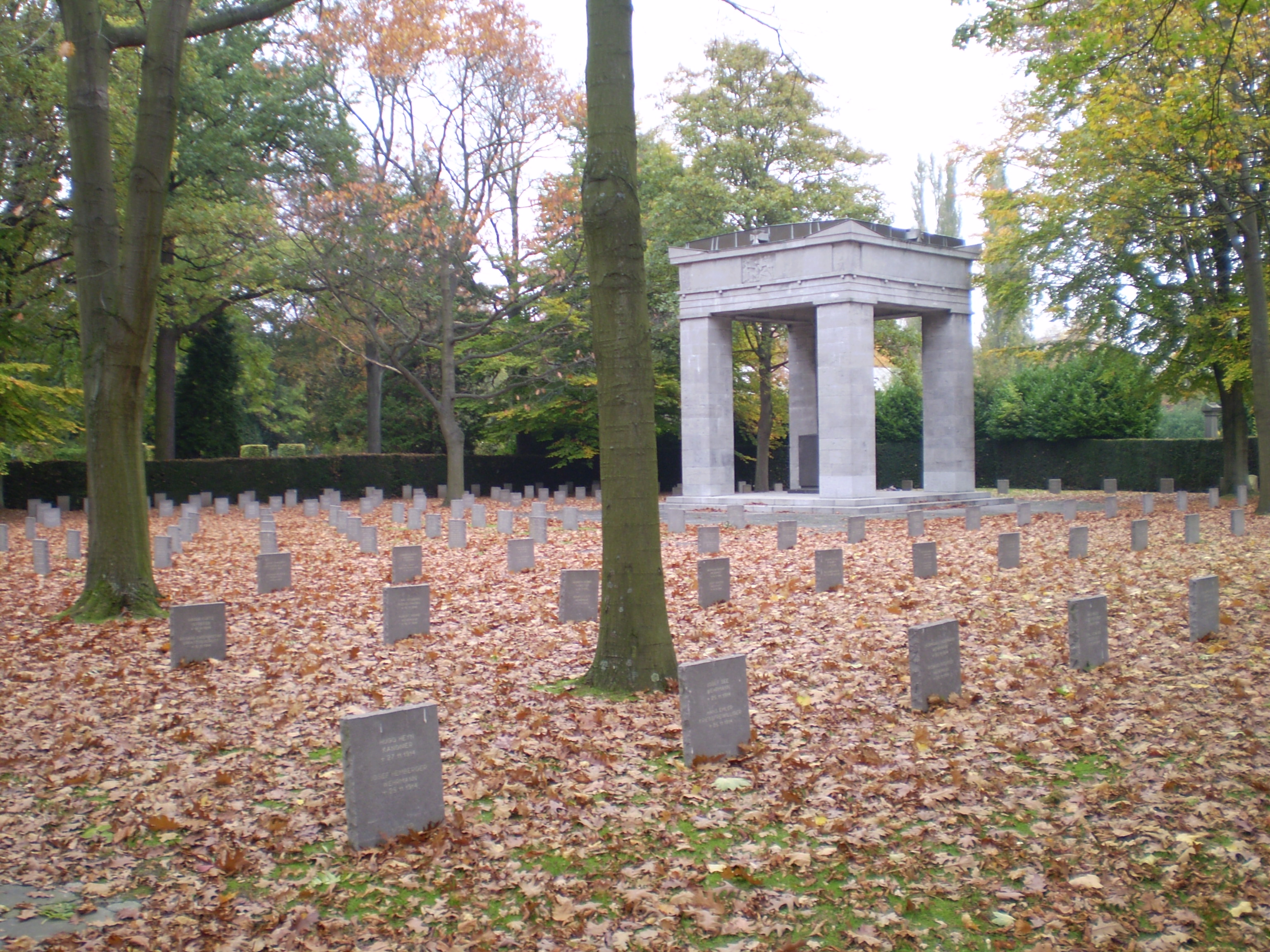
Első világháborús német katonai temető